# Шталльхоф
Штальхоф (нем. Stallhof) — коммуна (нем. Gemeinde) в Австрии, в федеральной земле Штирия. 
Входит в состав округа Дойчландсберг.  Население составляет 542 человека (на 31 декабря 2005 года). Занимает площадь 1,06 км². Официальный код  —  60335.

## Политическая ситуация
Бургомистр коммуны — Херберт Румпф (СДПА) по результатам выборов 2005 года.
Совет представителей коммуны (нем. Gemeinderat) состоит из 9 мест.
- СДПА занимает 8 мест.
- АНП занимает 1 место.